# Brunerella flavonigra
Brunerella flavonigra är en insektsart som först beskrevs av Carl Stål 1862.  Brunerella flavonigra ingår i släktet Brunerella och familjen dvärgstritar. Inga underarter finns listade i Catalogue of Life.